# Morti nel 901
| Questa pagina contiene informazioni ricavate automaticamente dalle voci biografiche con l'ausilio del template Bio e di un bot. L'aggiornamento è periodico e automatico e ricostruisce completamente la pagina. Se manca una persona in questa lista, sei pregato di non aggiungerla, ma accertati piuttosto che la sua voce biografica contenga il template Bio e che i dati anagrafici siano correttamente compilati. Se il template Bio manca, inseriscilo tu stesso o, in alternativa, metti l'avviso {{tmp\|Bio}} che ne segnala la mancanza. Se i dati riportati sono sbagliati, correggi direttamente la voce biografica; le modifiche saranno visibili in questa lista entro pochi giorni. Per chiarimenti vedi il progetto biografie. La lista contiene solo le 7 persone che sono citate nell'enciclopedia e per le quali è stato implementato correttamente il template Bio. Pagina aggiornata al 19 ott 2024. |

- 12 febbraio - Antonio Cauleas, arcivescovo e santo bizantino
- 12 aprile - Eudocia Baïana, imperatrice bizantina
- Amulo, vescovo italiano
- Anscario I, nobile franco
- Caoshan Benji, maestro zen cinese (n. 840)
- Guaimario I di Salerno, principe longobardo
- Thābit ibn Qurra, matematico e astronomo siro (n. 826)